# Мурамацу (княжество)
Княжество Мурамацу (яп.  村松藩 Мурамацу-хан) — феодальное княжество (хан) в Японии периода Эдо (1639—1871). Мурамацу-хан располагался в провинции Этиго (современная префектура Ниигата) на острове Хонсю

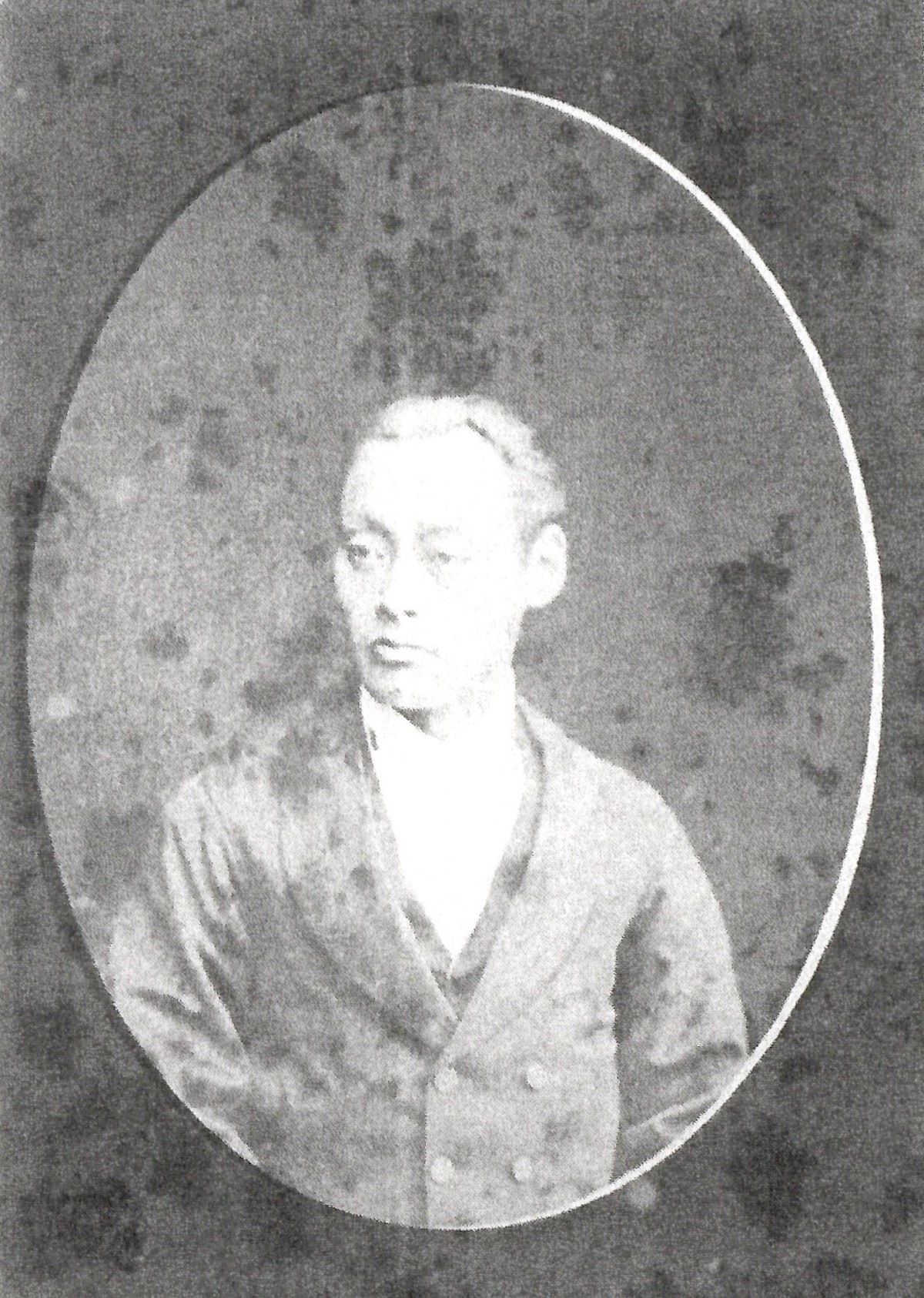
Хори Наоёси, 11-й даймё Мурамацу-хана (1860—1868)

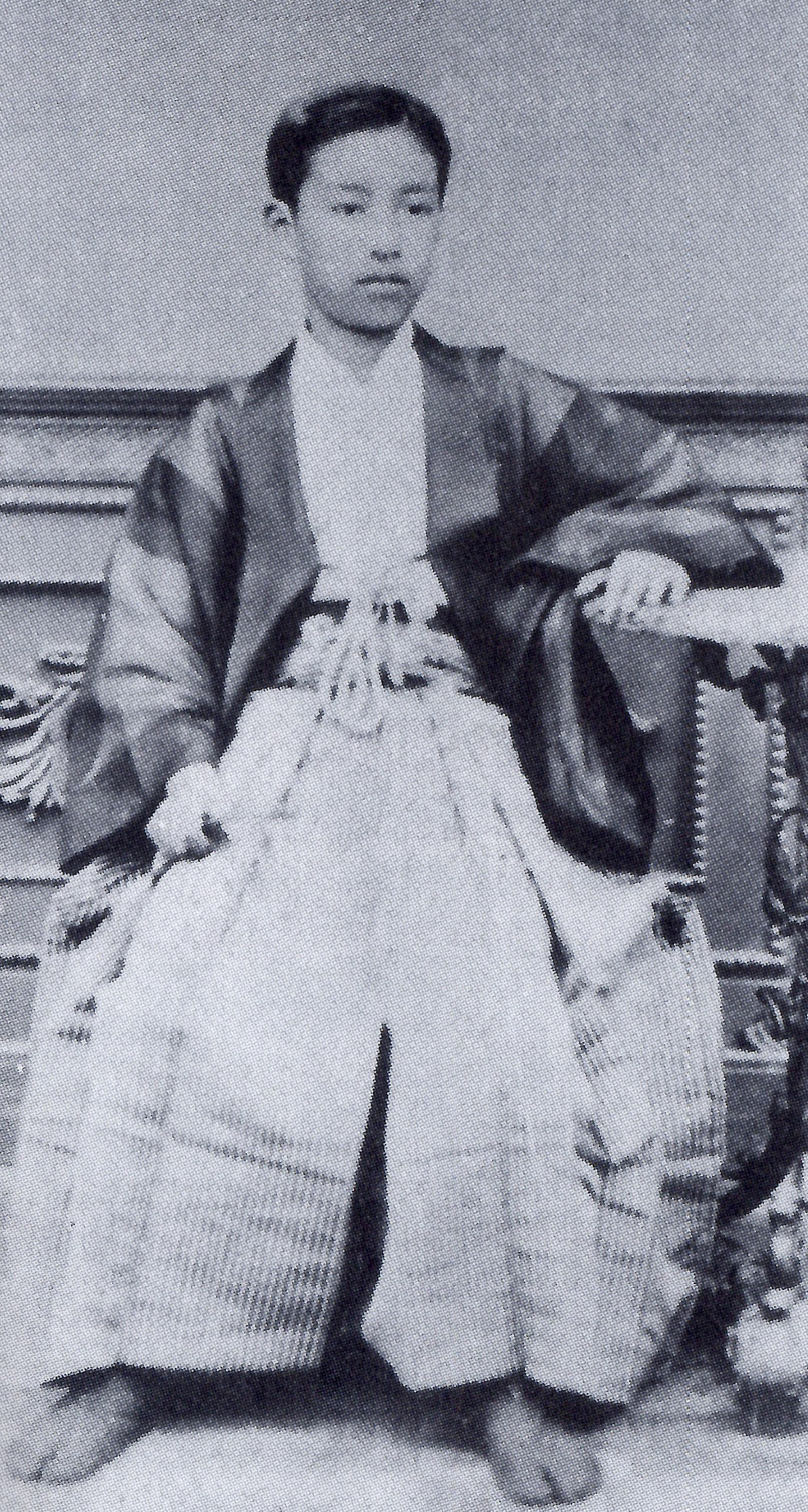
Хори Наохиро, последний (12-й) даймё Мурамацу-хана (1868—1871)

Административный центр княжества: Муромацу дзинъя (позднее замок Мурамацу) в провинции Этиго (современный город Госэн в префектуре Ниигата).

## История
После смерти Хори Наоёри, даймё из Мураками (1618—1636), в 1639 году 30000 коку из его владений было выделено в отдельный домен для его младшего сына, Хори Наотоки (1616—1643), который стал основателем Мурамацу-хана. Территория нового княжества была, в основном, гористой и неподходящей для освоения новых рисовых земель. Его фактическая кокудара составляла около 40 000 коку. Хотя Хори Наоёси пытался обследовать свои владения и провести земельную реформу, он умер до того, как они были завершены, а княжество оказалось в долговой яме. Во время Хори Наоясу, 8-го даймё Мурамацу, начаты некоторые финансовые реформы, в результате вспыхнуло крестьянское восстание в 1814 году. В правление Хори Наохидэ, 9-го даймё Мурамацу, в княжестве было налажено производство тканей и васи, выращивание зеленого чая и изготовление керамики, известной как Мурамацу-яки, что пополнило доходы домена. В 1850 году сёгунат Токугава разрешил даймё Мурамацу построить собственный замок.
В период Бакумацу самураи княжества были разделены на две фракции: одна под руководством Хори Наоёси, 11-го даймё Мурамацу-хана, выступала за сёгунат Токугава, а другая поддерживала движение Сонно Дзёи. Во время Войны Босин (1868—1869) Хори Наоёси вначале присоединился к Северному союзу японских княжеств, но через несколько месяцев перешел на сторону нового императорского правительства Мэйдзи.
В июле 1871 года после административно-политической реформы княжество Мурамацу было ликвидировано. На его территории  была создана префектура Мурамацу, которая позднее была включена в состав новой префектуры Ниигата. Хори Наохиро, последний (12-й) даймё Мумарацу-хана, получил титул виконта (сисяку) в новой японской аристократической иерархии (кадзоку).

## Список даймё
| #                            | Имя и годы жизни                      | Годы правления | Титул                  | Ранг                    | Кокудара    | Примечания                                                               |
| ---------------------------- | ------------------------------------- | -------------- | ---------------------- | ----------------------- | ----------- | ------------------------------------------------------------------------ |
| Род Хори (тодзама) 1639—1871 |                                       |                |                        |                         |             |                                                                          |
| 1                            | Хори Наотоки (1616-1643) (яп. 堀直時) | 1639-1643      | Танго-но-ками (丹後守) | Пятый нижний (従五位下) | 30,000 коку | Второй сын Хори Наоёри (1577—1639), 1-го даймё Мураками-хана (1618—1636) |
| 2                            | Хори Наоёси (1637-1676) (яп. 堀直吉)  | 1643-1676      | Танго-но-ками (丹後守) | Пятый нижний (従五位下) | 30,000 коку | Второй сын предыдущего                                                   |
| 3                            | Хори Наотоси (1658-1716) (яп. 堀直利) | 1676-1711      | Танго-но-ками (丹後守) | Пятый нижний (従五位下) | 30,000 коку | Второй сын предыдущего                                                   |
| 4                            | Хори Наоюки (1698-1743) (яп. 堀直為)  | 1711-1736      | Укё-но-сукэ (左京亮)   | Пятый нижний (従五位下) | 30,000 коку | Второй сын предыдущего                                                   |
| 5                            | Хори Наотака (1717-1785) (яп. 堀直堯) | 1736-1785      | Танго-но-ками (丹後守) | Пятый нижний (従五位下) | 30,000 коку | Старший сын предыдущего                                                  |
| 6                            | Хори Наонори (1761-1812) (яп. 堀直教) | 1785-1795      | Укё-но-сукэ (左京亮)   | Пятый нижний (従五位下) | 30,000 коку | Пятый сын предыдущего                                                    |
| 7                            | Хори Наоката (1767-1805) (яп. 堀直方) | 1795-1802      | Укё-но-сукэ (左京亮)   | Пятый нижний (従五位下) | 30,000 коку | Внук Хори Наотаки, 5-го даймё Мурамацу-хана                              |
| 8                            | Хори Наоясу (1791-1819) (яп. 堀直庸)  | 1802-1819      | Танго-но-ками (丹後守) | Пятый нижний (従五位下) | 30,000 коку | Второй сын предыдущего                                                   |
| 9                            | Хори Наохидэ (1797-1861) (яп. 堀直央) | 1819-1857      | Танго-но-ками (丹後守) | Пятый нижний (従五位下) | 30,000 коку | Третий сын Хори Наокаты, 7-го даймё Мурамацу-хана                        |
| 10                           | Хори Наоясу (1836-18600 (яп. 堀直休)  | 1857-1860      | Танго-но-ками (丹後守) | Пятый нижний (従五位下) | 30,000 коку | Второй сын предыдущего                                                   |
| 11                           | Хори Наоёси (1843-1903) (яп. 堀直賀)  | 1860-1868      | Укё-но-сукэ (左京亮)   | Пятый нижний (従五位下) | 30,000 коку | Внук Хори Наонори, 6-го даймё Мурамацу-хана                              |
| 12                           | Хори Наохиро (1861-1919) (яп. 堀直弘) | 1868-1871      | нет                    | Пятый нижний (従五位下) | 30,000 коку | Третий сын Хори Наохидэ, 9-го даймё Мурамацу-хана                        |